# 第4號交響曲 (貝多芬)
《B♭大調第4號交響曲》，作品60，是路德維希·范·貝多芬于1806年創作的交響曲。該作品篇幅不長，較爲輕巧優美，是同類作品中常被忽視的一部。罗伯特·舒曼評價之為“兩座北歐大神之間的溫柔希臘少女”，以和前後的《英雄》和《命運》作對比。但該作品中亦不乏充沛有力的樂段。

## 背景

### 創作歷程
1806年，貝多芬在他當時的贊助人李赫諾夫斯基親王家度暑假時，歐珀斯多夫伯爵來訪，後者是親王的親戚。伯爵聆聽了貝多芬的第2號交響曲。他對之十分喜愛，並要求貝多芬給他創作一部新交響曲，答應給出可觀的稿費，貝多芬於是暫停了《第5號交響曲》的創作，在歡快的情緒下完成了該作品。貝多芬與同時期創作的作品除了上面提到的作品之外，還包括其小提琴協奏曲和歌劇《費德里奧》的草稿。

### 首演
作品首演于1807年3月，弗朗茨·約瑟夫·洛科維茨親王家舉辦的一場私人音樂會上。同時也首演了貝多芬的《科里奧蘭》序曲和第4號鋼琴協奏曲。第一場公衆首演則于1808年4月13日在維也納舉行，由貝多芬親自指揮。

### 題獻
該作品即題獻給歐珀斯多夫伯爵，獻辭稱“獻給西里西亞貴族弗朗茨·馮·歐珀斯多夫伯爵”。

## 分析

### 配器
| - 木管樂器 - 長笛：1 - 雙簧管：2 - B♭调單簧管：2 - 低音管：2 | - 銅管樂器 - 圆号：2（E♭調、B♭調） - 小号：2（E♭調、B♭調） | - 定音鼓 | - 弦樂器 - 第一小提琴 - 第二小提琴 - 中提琴 - 大提琴 - 低音提琴 |

依照工具書《管弦樂作品手冊》指示，上述之配器可簡記為"1 2 2 2—2 2 0 0—tmp—str"。

### 結構
該作品共四個樂章：
1. 柔板—活潑的快板
2. 柔板
3. 活潑的快板
4. 不太快的快板

全長約30至35分鐘。
第一樂章
首樂章（柔板—活潑的快板），
 拍，帶引子的奏鸣曲式。引子暗示了該樂章的内容，從有著朦朧的神秘感的B♭小調弱奏開始，先上升到B大調，再經過G♭，由定音鼓和小號引回B♭大調。同樣的引回法在從展開部到再現部的過程中也出現，定音鼓滾奏20小節之長。第一主題極其歡快，充滿活力和喜悅，木管樂器的旋律更加強了這一效果。在發展部中出現了弦樂器與管樂器的對話，一唱一和，旋律溫馨。再現部較爲短小，並直接引入花俏的尾聲。
第二樂章
第二樂章（柔板），E♭大調，
 拍，慢樂章。該樂章主要由小提琴奏出平靜、如歌的第一主題，伴奏則有著放鬆但持續的律動感。第二個主題是單簧管獨奏，有些憂鬱的情調；在整個樂隊重申此主題時，情感愈發強烈。法國作曲家埃克托·白遼士亦形容此樂章是「純潔如天使般，難以抗拒的柔情蜜意，然而奇妙的藝術在加工期間完全消失」。
第三樂章
第三樂章（活潑的快板），
 拍，雖沒有諧謔曲的命題，卻是實質上的諧謔曲。該樂章是ABABA形式，即諧謔曲和三聲中部在出現第一次之後，又重復了一遍。貝多芬的第7號交響曲中同樣運用了這一結構。全曲幽默而充滿能量，從開頭就可以聽出主題的元素。三聲中段效果則仿傚一個業餘管樂隊演奏時，被一眾醉醺醺的小提琴手打擾之情況。在諧謔曲第三次出現時，由圓號強烈地切斷。
第四樂章
末樂章（不太快的快板），
 拍，奏鸣曲式。該樂章雖然速度標記不算極快，但多十六分音符，聽起來依然迅猛生動。再現部之前有一段巴松管獨奏的柔和樂段，但隨即又進入了急促的尾聲。尾聲規模較大，變出各種花樣，直到快活地結束。卡爾·馬利亞·馮·韋伯並不喜歡這一交響曲，他評論說：“低音提琴樂手一定要抱怨，‘作曲家竟讓我像野山羊一樣瘋瘋癲癲。’”

## 評價
該作品是貝多芬交響曲中較少受到討論的一部，類似的情形還有第1號和第8號交響曲。
對該作品最著名的評價，莫過於羅伯特·舒曼的比喻，稱之被夾在《英雄》和《命運》間，如同“兩座北歐大神之間的溫柔希臘少女”。法國作家羅曼·羅蘭也曾稱此作品「保存了他人生中最明朗日子之芬芳」。這種評價有其中肯之處，因爲該作品相對而言較爲柔美、清新，沒有悲傷的動機和宏大的建構；但實際上該作品樂章的主題大多都音量大、情緒激烈，有著“雄性”的感覺。即使是慢樂章中也有貝多芬式的強有力特強樂段。因此，第4號交響曲綜合了如歌的、優美的與狂歡的、衝動的兩种元素。
貝多芬在該作品中回歸了古典樂派在首樂章前加緩慢引子的傳統，但也有著形式上的革新，賦予了它更深的内容。該作品的調性，B♭大調，在貝多芬的作品中有著放鬆、溫暖的意味。

## 軼事
- 貝多芬的第7號交響曲諧謔曲與該作品第三樂章結構類似。
- 門德爾松將該作品作爲其在萊比錫布商大廈音樂廳首次音樂會的曲目。

## 外部連結
- 第四交響曲的分析 （页面存档备份，存于）
- 貝多芬第4號交響曲：国际乐谱典藏计划上的乐谱